# Сары-Могол (Талды-Сууский айылный аймак)
Сары-Могол (кирг. Сары-Могол) — село в Алайском районе Ошской области Кыргызстана. Входит в состав Талды-Сууского айылного аймака.

## География
Село расположено в южной части области, в высокогорной зоне, на левом берегу реки Сары-Могол (правый приток Кызылсу), на расстоянии приблизительно 83 километров (по прямой) к юго-западу от села Гульча, административного центра района.

## Население
Согласно оценочным данным Национального статистического комитета Кыргызской Республики, на начало 2023 года постоянное население в селе отсутствовало.
| год     | 2009 | 2014 | 2015 | 2020 | 2021 | 2023 |
| ------- | ---- | ---- | ---- | ---- | ---- | ---- |
| человек | 0    | 0    | 0    | 0    | 0    | 0    |